# Trashtalk
Trashtalk ist gemeinhin eine auf der Ebene der zwischenmenschlichen Kommunikation stattfindende verbal geführte psychologische Kriegsführung, die in Form von Beleidigungen und Lästereien ausgetragen wird und sich oft durch die Verwendung von Metaphern, Übertreibungen und Wortspielen auszeichnet.
Sie kann einen Streit ausmachen und ist in einer sozialen Interaktion, wie dem Sport, vor allem strategisches Mittel, um den Kontrahenten zu provozieren und sich darüber zu motivieren. In der Hip-Hop-Kultur hat sich Trashtalk als Beef etabliert.
Humoristischer bzw. ironischer Trashtalk wird dagegen beispielsweise auf freundschaftlicher Beziehungsebene als Unterhaltung geführt.

## Im Sport
Im Boxsport war Muhammad Ali während seiner aktiven Karriere in den 1960er und 1970er Jahren für seinen Trashtalk bekannt. 1963 veröffentlichte Ali ein Album in voller Länge, das größtenteils aus Trashtalk-Gedichten bestand. Es hatte den Titel I am the Greatest; diese Zuschreibung (The Greatest = Der Größte) wurde zu seinem Kampfnamen.
Im Wrestling und auch für Mixed-Martial-Arts Kontrahenten ist es üblich geworden, sich vor dem Kampf (meist zwecks Publicity) sowie innerhalb eines Kampfes des Trashtalks zu bedienen. Während der ehemalige UFC-Kämpfer Chael Sonnen von manchem als der größte Trashtalker in der UFC-Geschichte angesehen wird, ist Conor McGregor eine weitere Person der UFC, die sich damit einen Namen gemacht hat.
Im englischen Fußball wurde der Wealdstone Raider, ein Fan des FC Wealdstone aus Harrow im Nordwesten von London dafür bekannt, das gegnerische Team und deren Fans verbal zu attackieren. Im deutschen Fußball ist unter anderem Uli Borowka während seiner aktiven Karriere durch Trashtalk aufgefallen.
Obwohl Trashtalk praktisch allen Sportarten gemeinsam ist, haben manche ihren eigenen Namen dafür entwickelt: Im Cricket wird es Sledging (Hämmern) und im Eishockey wird es Chirping (Zwitschern) genannt.
Schwer abzugrenzen ist Trashtalk aufgrund seiner aggressiven Natur von Diffamierung, Mobbing und Cyber-Mobbing. Es könnte daher im Sport vom Schiedsrichter als unsportliches Verhalten gewertet werden.
Der Sportjournalismus spricht darüber hinaus einigen ehemaligen und aktiven Sportlern, die sich entsprechend äußern bzw. geäußert haben, eine gewisse Eloquenz und rhetorische Begabung zu.